# 利辛县第一中学
安徽省利辛县第一中学，简称利辛一中，是安徽省亳州市的一所高级中学，为安徽省示范高中。

## 校史
利辛一中前身为创办于1958年的涡阳县闫集初级中学。1962年，闫集区张集初中并入。1965年利辛建县，次年学校更名为利辛中学。1980年，利辛中学改名为利辛一中，并被确定为阜阳地区重点中学。2008年4月，学校被批准为安徽省示范高中。

## 现状
学校占地300亩，在校学生8000多人。拥有教职工472人，其中正高级教师2人，特级教师4人，高级教师155人，硕士研究生52人。

## 知名校友
- 黄冠胜：现任国家质量监督检验检疫总局计划财务司司长
- 孙永：现任安徽财贸职业学院党委书记
- 孙明泉：现任光明网总编辑